# Fotbalová reprezentace Niue
Fotbalová reprezentace Niue reprezentuje Niue na mezinárodních fotbalových akcích. Vzhledem k tomu, že není členem FIFA (je pouze přidruženým členem OFC), nemůže se účastnit kvalifikace na mistrovství světa ve fotbale.
Tým Niue odehrál odehrál za dobu své existence pouze dva zápasy v rámci Jihopacifických her 1983. S Papuou Novou Guineou prohrál 0:19 a s Tahiti 0:14.